# جک اگت
جک اگت (انگلیسی: Jack Eggett; ۱۹ آوریل ۱۸۷۴ – Q3 1943 (aged 69)) بازیکن فوتبال اهل بریتانیا بود.
از باشگاه‌هایی که در آن بازی کرده‌است می‌توان به باشگاه فوتبال دونکستر راورز اشاره کرد.